# 沃兹罗日杰尼耶岛

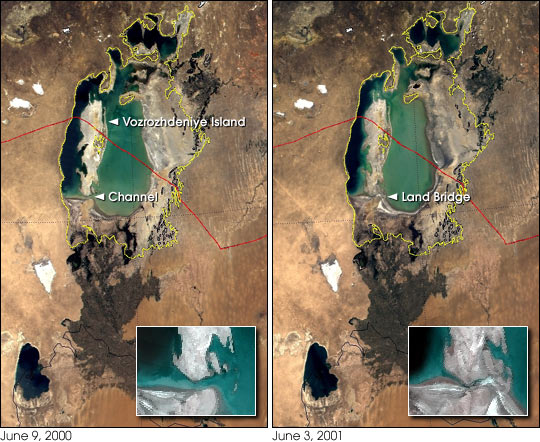
复兴岛于2001年中旬与陆地相连成为一个半岛。

沃兹罗日杰尼耶岛（羅馬化：Ostrov Vozrozhdeniya），亦称作复活岛（Rebirth Island）或复兴岛（Renaissance Island），系位于中亚咸海的一座前苏联属原岛屿，自1980年代早期起由哈萨克斯坦和乌兹别克斯坦共同管辖。1954年，一系列代号为的生物武器试验场及实验设施在该地区及其附近的岛屿上落成。

## 地理信息
沃兹罗日杰尼耶岛原为一座小岛，其面积随着1960年代后咸海萎缩（主因为苏联对河川的过度截流）而逐渐扩大。由于咸海持续退缩，该岛于2001年中旬与陆地相连成为一个半岛。自2008年起，沃兹罗日杰尼耶岛已经不再作为一个独立的地理特征，直到2010年由於被融雪淹沒南鹹海東部盆地而令本島再度成為一個半島。

## 历史
1948年，一座绝密生物武器实验室在此地竣工，用于测试包括炭疽杆菌、伯纳特氏立克次体、土拉弗朗西斯杆菌、猪布鲁氏杆菌、普氏立克次体、天花病毒（主要）、鼠疫耶尔森氏杆菌、肉毒杆菌毒素和委内瑞拉马脑炎病毒在内的多种生物战剂。 1971年1月31日，咸海天花感染事故爆发，导致10人受到感染，3人病逝。
20世纪90年代后，沃兹罗日杰尼耶岛的潜在风险随着前苏联生物武器项目负责人肯·阿里貝等人的叛逃为外界所知。近年解密文件显示，此地贮存有以炭疽孢子或鼠疫杆菌装填的弹药。岛上的废弃城镇凯图巴克曾有约1,500名居民，現已荒廢。
1992年，该岛上的研究人员已全数撤离。许多用于储藏孢子的容器未能得到正确的贮存或销毁，後來有部分容器发生泄漏。
2001年10月22日，美国与乌兹别克斯坦在塔什干签署下一项初始预算为六百万美元的协议，内容包括为后者处理努库斯（Nukus）、沃兹罗日杰尼耶岛两地残余的感染性废弃物及建立监测站的工作提供协助。2002年，通过一项由美国发起与组织、乌兹别克斯坦提供协助的项目，10个炭疽储存点被彻底消毒。